# Henryk Doskoczyński
Henryk Wilhelm Doskoczyński, właśc. Henryk Wilhelm Doskocil (ur. 20 lutego 1894 w Krakowie, zm. 23 czerwca 1967) – podpułkownik łączności Wojska Polskiego, działacz niepodległościowy.

## Życiorys
Urodził się 20 lutego 1894 roku w Krakowie, w rodzinie Edwina, kelnera. W 1913 roku, po ukończeniu I Wyższej Szkoły Realnej w Krakowie, rozpoczął studia politechniczne . W 1914 roku wstąpił do Legionów Polskich. Początkowo służył, w stopniu sierżanta, w Oddziale Telefonicznym c. i k. Komendy Legionów Polskich. 11 lipca 1915 roku został przeniesiony do 4 pułku piechoty na stanowisko zastępcy komendanta Oddziału Telefonicznego . 1 kwietnia 1916 roku został mianowany chorążym. Latem 1917 roku, po kryzysie przysięgowym, kontynuował służbę w Polskim Korpusie Posiłkowym. We wrześniu tego roku został dowódcą plutonu telefonicznego w Oddziale Uzupełnień Korpusu. 7 lutego 1918 roku powierzono mu tymczasowo stanowisko dowódcy Kadry Telefonicznej w Dowództwie Uzupełnień Korpusu . 
Po odzyskaniu przez Polskę niepodległości został przyjęty do Wojska Polskiego. Z dniem 1 stycznia 1918 roku został mianowany podporucznikiem. Od 1919 roku pełnił służbę w Dowództwie Okręgu Generalnego „Kielce” w Kielcach. Od 1 czerwca 1920 roku na stanowisku referenta łączności w Wydziale IV Technicznym. Uczestniczył w wojnie polsko-bolszewickiej. Został awansowany do stopnia kapitana łączności ze starszeństwem z dniem 1 czerwca 1919, a następnie do stopnia majora łączności ze starszeństwem z dniem 1 lipca 1923. W latach 20. był oficerem 1 pułku łączności. Od 8 czerwca 1923 roku, w stopniu kapitana, był p.o. dowódcy IX batalionu telegraficznego w Zegrzu. W 1924 w stopniu majora był dowódcą IV batalionu w macierzystym pułku. W czerwcu 1926 roku został przeniesiony z 2 pułku łączności w Jarosławiu na stanowisko pełniącego obowiązki dowódcy 5 samodzielnego batalionu łączności w Krakowie (później przemianowany na 5 batalion telegraficzny). 2 grudnia 1930 roku został mianowany podpułkownikiem ze starszeństwem z dniem 1 stycznia 1931 roku i 2. lokatą w korpusie oficerów łączności. Z dniem 14 czerwca 1933 roku został przeniesiony do kadry 4 batalionu telegraficznego w Brześciu na stanowisko komendanta. W 1939 roku był komendantem garnizonu i placu Gdynia. W czasie kampanii wrześniowej 1939 roku pełnił funkcję naczelnego dyrektora poczty polowej w Oddziale IV Sztabu Naczelnego Wodza. 18 września przekroczył granicę z Rumunią, gdzie został internowany. W 1941 roku został przekazany Niemcom i osadzony w Oflagu VI E Dorsten, a później w Oflagu VI B Dössel. W 1945 roku, po uwolnieniu z niewoli, został przyjęty do Polskich Sił Zbrojnych na Zachodzie. Po wojnie przebywał na emigracji w Wielkiej Brytanii. W 1959 był nadal w stopniu podpułkownika.
Zmarł 23 czerwca 1967. Pochowany na Cmentarzu Rakowickim w Krakowie (kwatera LXV-6-58).
Był żonaty z Mieczysławą Sławińską (1888-1980), siostrą rzeźbiarza i ceramika Tadeusz Sławińskiego. Przed ślubem zmienił nazwisko z Doskoczil na Doskoczyński. Do wybuchu wojny mieszkał wraz z rodziną na Osiedlu Oficerskim w Krakowie. Obdarzony talentem malarskim wykonał wiele akwarel i rysunków obrazujących życie żołnierskie w Legionach Polskich. 

## Ordery i odznaczenia
- Krzyż Niepodległości – 24 października 1931 „za pracę w dziele odzyskania niepodległości”[19]
- Krzyż Walecznych trzykrotnie
- Złoty Krzyż Zasługi po raz pierwszy – 18 lutego 1939 „za zasługi na polu pracy społecznej”[20]
- Złoty Krzyż Zasługi po raz drugi – 17 marca 1959[21])
- Srebrny Krzyż Zasługi – 8 sierpnia 1925 „za zasługi położone na polu wyszkolenia armii”[22]